# OR51I2
OR51I2 (англ. Olfactory receptor family 51 subfamily I member 2) – білок, який кодується однойменним геном, розташованим у людей на короткому плечі 11-ї хромосоми. Довжина поліпептидного ланцюга білка становить 312 амінокислот, а молекулярна маса — 35 002.
| 10         |  | 20         |  | 30         |  | 40         |  | 50         |
| ---------- |  | ---------- |  | ---------- |  | ---------- |  | ---------- |
| MGLFNVTHPA |  | FFLLTGIPGL |  | ESSHSWLSGP |  | LCVMYAVALG |  | GNTVILQAVR |
| VEPSLHEPMY |  | YFLSMLSFSD |  | VAISMATLPT |  | VLRTFCLNAR |  | NITFDACLIQ |
| MFLIHFFSMM |  | ESGILLAMSF |  | DRYVAICDPL |  | RYATVLTTEV |  | IAAMGLGAAA |
| RSFITLFPLP |  | FLIKRLPICR |  | SNVLSHSYCL |  | HPDMMRLACA |  | DISINSIYGL |
| FVLVSTFGMD |  | LFFIFLSYVL |  | ILRSVMATAS |  | REERLKALNT |  | CVSHILAVLA |
| FYVPMIGVST |  | VHRFGKHVPC |  | YIHVLMSNVY |  | LFVPPVLNPL |  | IYSAKTKEIR |
| RAIFRMFHHI |  | KI         |  |            |  |            |  |            |

A: Аланін

C: Цистеїн

D: Аспарагінова кислота

E: Глутамінова кислота

F: Фенілаланін

G: Гліцин

H: Гістидин

I: Ізолейцин

K: Лізин

L: Лейцин

M: Метіонін

N: Аспарагін

P: Пролін

Q: Глутамін

R: Аргінін

S: Серин

T: Треонін

V: Валін

W: Триптофан

Кодований геном білок за функціями належить до рецепторів, g-білокспряжених рецепторів, білків внутрішньоклітинного сигналінгу. 
Локалізований у клітинній мембрані.